# Gasthausbrauerei Felsenkeller

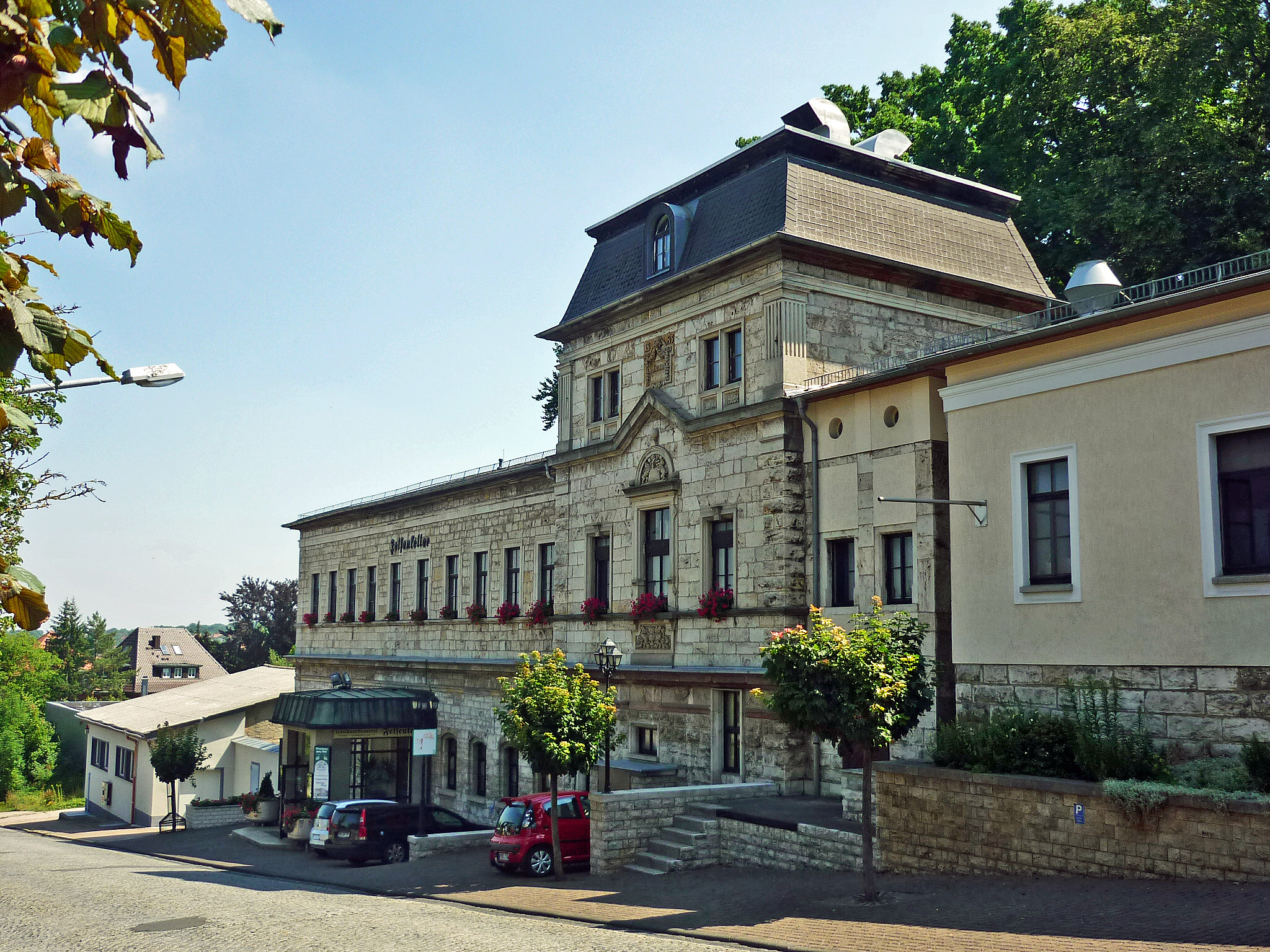
Gasthausbrauerei Felsenkeller

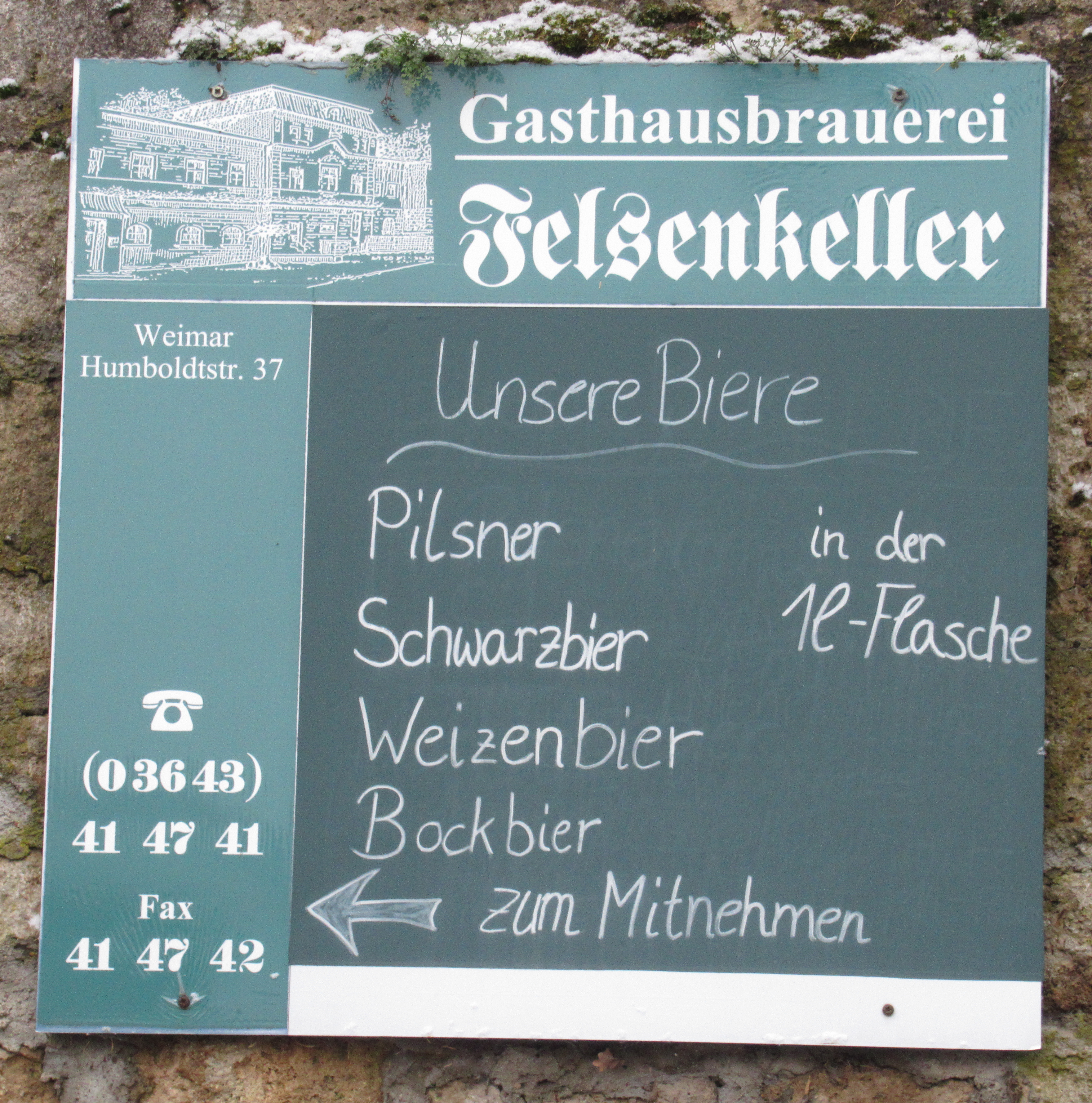
Bierangebot des Felsenkellers

Die Gasthausbrauerei Felsenkeller GmbH in der Humboldtstraße 37 ist eine Gasthausbrauerei in Weimar.
Sie gehörte ursprünglich seit 1797 der Stadt und ging durch Verkauf an den Apoldaer Brauereibesitzer Johann Ludwig Deinhardt (1833–1900) am 22. August 1875 in Familienbesitz über. Seit 1792 existieren die Gewölbe. Johann Ludwig Deinhardt erwarb neben der Stadtbrauerei Deinhardt zugleich die vor der Stadt liegenden Felsenkeller, wo das Bier gelagert und in kleineren Mengen auch gebraut wurde.
Der Felsenkeller wurde 1841 technisch ausgebaut und modernisiert. 
Das Hauptgebäude wurde angeblich 1885 vom Baumeister Clemens Wenzeslaus Coudray entworfen. Doch der war bereits  seit 1845 tot.
Umfassend wurde Ehringsdorfer Travertin als Baumaterial verwendet. Die Gasthofbrauerei Felsenkeller ist ein auf der Liste der Kulturdenkmale in Weimar (Einzeldenkmale) verzeichnetes Kulturdenkmal.
Das Anwesen wurde am 1. Juli 1991 an den Enkel von Fritz Deinhardt (1895–1970), Gerd Hilbert (1940– ) verkauft.
Die Brauerei führt seit 2005 wieder die Marke Deinhardt Bräu. Ausgeschenkt werden die Sorten Pils, Dunkles, Erntebier, Sommerbier, Bock und Honigbräu. Es befinden sich zwei Sudkesselanlagen im Gastraum. Auch ein Freisitz bzw. Wintergarten ist vorhanden.